# LCU

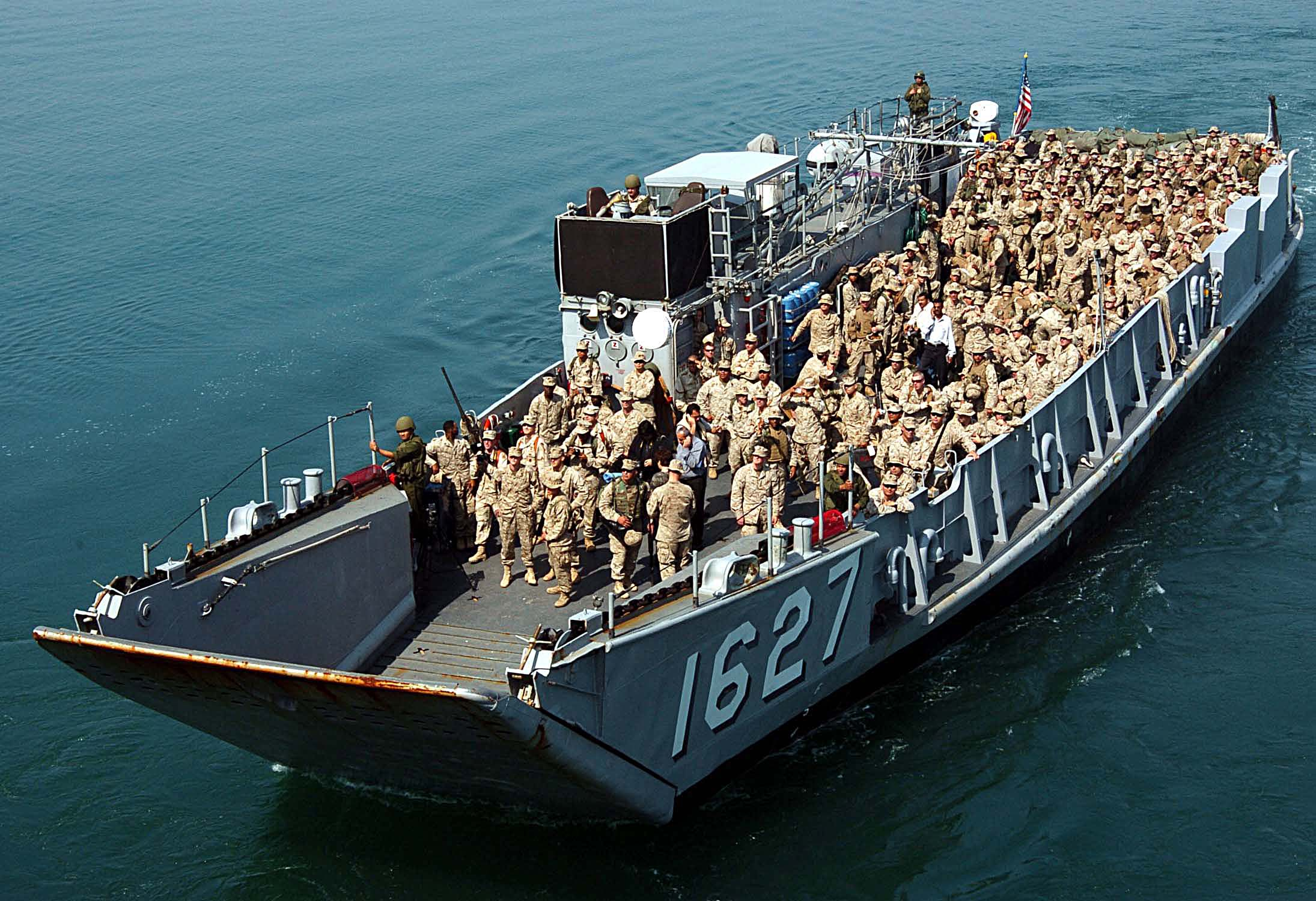
米海軍LCU-1610級。現代の代表的LCUである。

LCU（エルシーユー、Landing Craft Utility; 汎用揚陸艇）は、アメリカ海軍その他で使われている上陸用舟艇の区分の一つ。イギリス海軍が開発した戦車揚陸艇（Tank Landing Craft, TLC）を改名したものである。

## 戦車揚陸艇

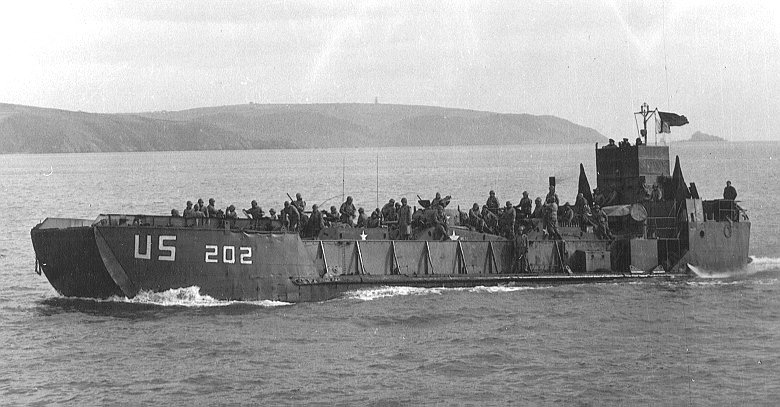
TLC Mk.5（米海軍LCT-202）

LCUは、イギリス海軍が開発した戦車揚陸艇（Tank Landing Craft, TLC）に源流を有する。これはアメリカ海軍でもLCT（Landing Craft Tank）として配備された。
TLC Mk.1は、1940年11月にホーソン・レスリーで1番艇が進水したのち、これを含めて計30隻が建造された。翌1941年以後、さらに500トン級のMk.2、その船体を延長した600トン級のMk.3、やや船体を縮小するかわりに拡幅したMk.4が順次、建造開始された。また同年12月のアメリカ合衆国の参戦に伴い、同国海軍向けとして、戦車揚陸艦（LST）への搭載に対応して小型化したMk.5、またこれと同等の諸元を備えつつ、艦尾にもランプを備えて車両甲板を全通させたMk.6も開発され、アメリカ海軍ではMk.5はLCT-1級、Mk.6はLCT-501級と称された。また、Mk.6をもとに、アメリカ海軍の要請に応じて兵員居住区を追加するなどした発展型であるMk.7も開発され、これはLSM-1級中型揚陸艦として配備された。LSM-1級の実績が良好であったことから、イギリス海軍自身も姉妹型としてTLC Mk.8を配備した。
これらのTLC/LCTは、第二次世界大戦終結までに計3,222隻が建造された。Mk.7とMk.8以外の艇は、航洋能力が比較的限定的であったこともあり、遠隔地での作戦の際には、ドック型揚陸艦のウェルドックに収容されたり、あるいは戦車揚陸艦などの甲板上に搭載されて輸送されることも多かった。
|        | Mk.1  | Mk.2    | Mk.3  | Mk.4    | Mk.5    |
| ------ | ----- | ------- | ----- | ------- | ------- |
| 排水量 | 378 t | 535 t   | 650 t | 595 t   | 259 t   |
| 全長   | 46 m  | 48.74 m | 59 m  | 57.07 m | 35.81 m |
| 速力   | 8 kt  | 10.5 kt | 9 kt  | 8 kt    | 8 kt    |
| 搭載量 | 254 t | 254 t   | 305 t | 356 t   | 136 t   |

## 戦後の発展

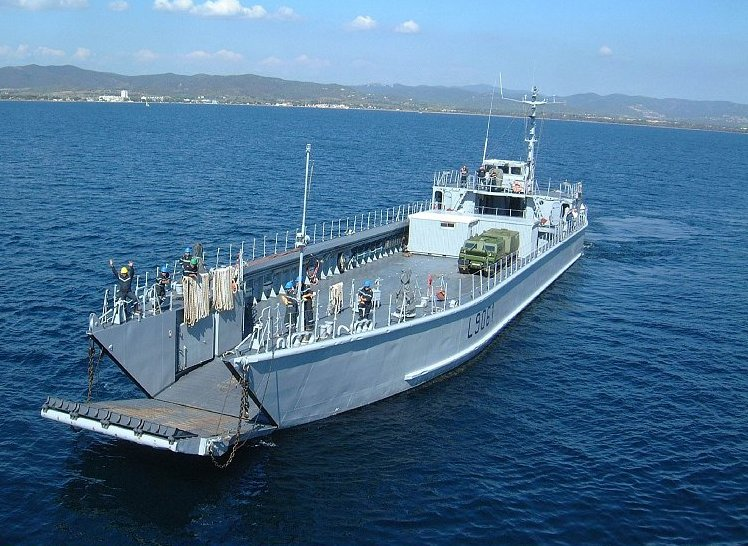
フランス海軍所属のLCU、L9061ラピエレ

戦後、アメリカ海軍はLCTをLCUと改名し、まずLCU-1466級を配備した。これはLCT-1級（Mk.5）と同様、操舵室を後部中央に設けていた。しかし続いて建造されたLCU-1610級では、再びLCT-501級（Mk.6）と同様の全通車両甲板とされている。LCU-1610級には、揚陸艦のウェルドックへの収容を前提に、マストなどを起倒式とした艦載型もある。
またこれらの米英の艇に範をとって、複数の大型車両（戦車を含む）を搭載可能な大型上陸用舟艇が各国で建造されており、これらもLCUと称されることがある。このうち、海上自衛隊の輸送艇1号型は、「揚陸艇」としてよりは通常の輸送艦としての任務を重視した設計になっており、戦車の搭載能力は持たない。またフランス海軍では、双胴船型のLCUであるL-CAT型を運用中である。